# Курченко Іван Павлович
Іван Павлович Курченко (5 квітня 1937, село Мельники, тепер Чигиринського району Черкаської області — ?) — радянський діяч, гірничий інженер, генеральний директор виробничого об'єднання «Ворошиловградвугілля» (1983—1989).

## Біографія
Народився в селянській родині.
У 1955 році «за комсомольською путівкою» поїхав на будівництво комсомольських шахт Донбасу. Трудову діяльність розпочав прохідником, потім був наваловідбійником шахти № 28 міста Ровеньки Луганської області.
У 1964 року закінчив Дніпропетровський гірничий інститут імені Артема.
Працював начальником дільниці, директором шахти «Лутугинська-Північна» (потім — імені Леніна) Луганської (Ворошиловградської) області. Член КПРС.
У 1974—1976 роках — директор шахтоуправління «Зоринське» (шахта «Никанор») Ворошиловградської області.
У липні 1976—1983 роках — директор шахти «Ворошиловградська» № 1 Ворошиловградської області.
У 1983—1989 роках — генеральний директор виробничого об'єднання «Ворошиловградвугілля» Ворошиловградської області.
Працював директором шахти «Никанор» Луганської області.
Потім — на пенсії.

## Нагороди
- орден Жовтневої Революції
- орден Трудового Червоного Прапора
- медалі